# Гай-Головко, Олесь Несторович
Оле́сь (Оле́кса) Не́сторович Гай-Головко́ (12 августа 1910, Писаревка, Подольская губерния, Российская империя — 17 августа 2006, Канада) — советский и украинский писатель, поэт и литературовед. В 1941 году — министр информации и пропаганды Украинского государственного правления. С 1946 года — в эмиграции.

## Биография
Родился 12 августа 1910 года в селе Писаревка Подольской губернии. В 1928 году отправился в Ленинград, где поступил на литературный факультет Ленинградского университета. В 1933 году он вступил во Всеукраинский Союз Пролетарских Писателей, а весной 1934 года — издал первый сборник поэзии «Штурмовые баллады».
В 1935 году переехал в Киев, став членом недавно образованного Союза писателей УССР. Издал сборники рассказов «Рассвет» (1936) и «Десять новелл» (1937). С 1936 года занимал должность редактора сценарного отдела Киевской киностудии.
С 1940 года жил во Львове, где встретил Великую Отечественную войну. 5 июля 1941 года был утверждён Ярославом Стецько на должность министра пропаганды и информации в Украинском государственном правлении (УГП), которое, однако, было расформировано немцами уже спустя несколько дней.
После эвакуации из Западной Украины жил в Тироле, затем пребывал в лагерях для «перемещённых лиц» на территории Германии. В 1948 году выехал в Англию, а в 1949 году — поселился в Канаде. Здесь вышли его самые известные произведения: романы «Поединок с дьяволом» (1950), «Отчаянные» (1959), «Смертельной дорогой» (1979) и т. д.
Умер Гай-Головко в Канаде 17 августа 2006 года.